# Coppa del mondo di triathlon del 1999
La Coppa del mondo di triathlon del 1999 (IX edizione) è consistita in una serie di undici gare.
Tra gli uomini ha vinto il britannico Andrew Johns. Tra le donne si è aggiudicata la coppa del mondo l'australiana Loretta Harrop.

## Risultati

### Classifica generale

#### Élite Uomini
| Pos. | Nome            | Paese         |
| ---- | --------------- | ------------- |
|      | Andrew Johns    | Regno Unito   |
|      | Dmitriy Gaag    | Kazakistan    |
|      | Simon Lessing   | Regno Unito   |
| 4    | Reto Hug        | Svizzera      |
| 5    | Greg Welch      | Australia     |
| 6    | Jan Řehula      | Rep. Ceca     |
| 7    | Greg Bennett    | Australia     |
| 8    | Chris McCormack | Australia     |
| 9    | Craig Watson    | Nuova Zelanda |
| 10   | Hamish Carter   | Nuova Zelanda |

#### Élite donne
| Pos. | Nome              | Paese       |
| ---- | ----------------- | ----------- |
|      | Loretta Harrop    | Australia   |
|      | Michellie Jones   | Australia   |
|      | Jackie Gallagher  | Australia   |
| 4    | Barbara Lindquist | Stati Uniti |
| 5    | Tracy Hargreaves  | Australia   |
| 6    | Siri Lindley      | Stati Uniti |
| 7    | Magali Messmer    | Svizzera    |
| 8    | Mariana Ohata     | Brasile     |
| 9    | Sian Brice        | Regno Unito |
| 10   | Rina Hill         | Australia   |

### La serie
Ishigaki - Giappone 
11 aprile 1999
| Pos. | Uomini       | Uomini      | Uomini   | Donne             | Donne       | Donne    |
| Pos. | Atleta       | Paese       | Tempo    | Atleta            | Paese       | Tempo    |
| ---- | ------------ | ----------- | -------- | ----------------- | ----------- | -------- |
|      | Greg Welch   | Australia   | 01:46:56 | Loretta Harrop    | Australia   | 01:59:45 |
|      | Greg Bennett | Stati Uniti | 01:47:08 | Nicole Hackett    | Australia   | 02:00:07 |
|      | Andrew Johns | Regno Unito | 01:47:30 | Barbara Lindquist | Stati Uniti | 02:00:16 |

Gamagōri - Giappone 
18 aprile 1999
| Pos. | Uomini          | Uomini        | Uomini   | Donne           | Donne     | Donne    |
| Pos. | Atleta          | Paese         | Tempo    | Atleta          | Paese     | Tempo    |
| ---- | --------------- | ------------- | -------- | --------------- | --------- | -------- |
|      | Chris McCormack | Australia     | 01:43:38 | Loretta Harrop  | Australia | 01:54:26 |
|      | Craig Watson    | Nuova Zelanda | 01:43:44 | Nicole Hackett  | Australia | 01:55:20 |
|      | Reto Hug        | Svizzera      | 01:43:57 | Michellie Jones | Australia | 01:55:25 |

Sydney - Australia 
2 maggio 1999
| Pos. | Uomini       | Uomini      | Uomini   | Donne           | Donne     | Donne    |
| Pos. | Atleta       | Paese       | Tempo    | Atleta          | Paese     | Tempo    |
| ---- | ------------ | ----------- | -------- | --------------- | --------- | -------- |
|      | Greg Bennett | Stati Uniti | 01:50:44 | Michellie Jones | Australia | 02:03:36 |
|      | Andrew Johns | Regno Unito | 01:51:21 | Loretta Harrop  | Australia | 02:03:37 |
|      | Jan Řehula   | Rep. Ceca   | 01:51:23 | Erika Molnár    | Ungheria  | 02:04:21 |

Kapelle-op-den-Bos - Belgio 
13 giugno 1999
| Pos. | Uomini        | Uomini      | Uomini   | Donne            | Donne     | Donne    |
| Pos. | Atleta        | Paese       | Tempo    | Atleta           | Paese     | Tempo    |
| ---- | ------------- | ----------- | -------- | ---------------- | --------- | -------- |
|      | Simon Lessing | Regno Unito | 01:45:32 | Joanne King      | Australia | 01:56:18 |
|      | Reto Hug      | Svizzera    | 01:45:42 | Anja Dittmer     | Germania  | 01:56:31 |
|      | Andrew Johns  | Regno Unito | 01:45:42 | Tracy Hargreaves | Australia | 01:57:04 |

Monte Carlo - Principato di Monaco 
20 giugno 1999
| Pos. | Uomini        | Uomini      | Uomini   | Donne                   | Donne     | Donne    |
| Pos. | Atleta        | Paese       | Tempo    | Atleta                  | Paese     | Tempo    |
| ---- | ------------- | ----------- | -------- | ----------------------- | --------- | -------- |
|      | Simon Lessing | Regno Unito | 01:50:19 | Magali Di Marco Messmer | Svizzera  | 02:02:10 |
|      | Jan Řehula    | Rep. Ceca   | 01:50:27 | Sharon Donnelly         | Canada    | 02:02:29 |
|      | Andrew Johns  | Regno Unito | 01:50:50 | Loretta Harrop          | Australia | 02:02:50 |

Isola di Hawaii - Stati Uniti d'America 
26 giugno 1999
| Pos. | Uomini           | Uomini    | Uomini   | Donne             | Donne       | Donne    |
| Pos. | Atleta           | Paese     | Tempo    | Atleta            | Paese       | Tempo    |
| ---- | ---------------- | --------- | -------- | ----------------- | ----------- | -------- |
|      | Greg Welch       | Australia | 02:03:15 | Michellie Jones   | Australia   | 02:11:06 |
|      | Chris Hill       | Australia | 02:03:37 | Barbara Lindquist | Stati Uniti | 02:11:12 |
|      | Philippe Fattori | Francia   | 02:04:19 | Rina Hill         | Australia   | 02:12:26 |

Tiszaújváros - Ungheria 
8 agosto 1999
| Pos. | Uomini                 | Uomini        | Uomini   | Donne            | Donne     | Donne    |
| Pos. | Atleta                 | Paese         | Tempo    | Atleta           | Paese     | Tempo    |
| ---- | ---------------------- | ------------- | -------- | ---------------- | --------- | -------- |
|      | Hamish Carter          | Nuova Zelanda | 01:44:50 | Loretta Harrop   | Australia | 01:56:41 |
|      | Shane Reed             | Nuova Zelanda | 01:45:00 | Tracy Hargreaves | Australia | 01:57:17 |
|      | Volodymyr Polikarpenko | Ucraina       | 01:45:19 | Rina Hill        | Australia | 01:58:10 |

Corner Brook - Canada 
15 agosto 1999
| Pos. | Uomini            | Uomini    | Uomini   | Donne            | Donne     | Donne    |
| Pos. | Atleta            | Paese     | Tempo    | Atleta           | Paese     | Tempo    |
| ---- | ----------------- | --------- | -------- | ---------------- | --------- | -------- |
|      | Craig Walton      | Australia | 01:54:12 | Jackie Gallagher | Australia | 02:09:46 |
|      | Laurent Jeanselme | Francia   | 01:54:43 | Michellie Jones  | Australia | 02:10:49 |
|      | Chris McCormack   | Australia | 01:55:39 | Mariana Ohata    | Brasile   | 02:10:53 |

Losanna - Svizzera 
29 agosto 1999
| Pos. | Uomini       | Uomini      | Uomini   | Donne            | Donne     | Donne    |
| Pos. | Atleta       | Paese       | Tempo    | Atleta           | Paese     | Tempo    |
| ---- | ------------ | ----------- | -------- | ---------------- | --------- | -------- |
|      | Andrew Johns | Regno Unito | 01:57:23 | Loretta Harrop   | Australia | 02:10:19 |
|      | Dmitriy Gaag | Kazakistan  | 01:57:30 | Tracy Hargreaves | Australia | 02:10:41 |
|      | Jan Řehula   | Rep. Ceca   | 01:57:34 | Joelle Franzmann | Germania  | 02:10:55 |

Cancún - Messico 
10 ottobre 1999
| Pos. | Uomini                 | Uomini     | Uomini   | Donne            | Donne       | Donne    |
| Pos. | Atleta                 | Paese      | Tempo    | Atleta           | Paese       | Tempo    |
| ---- | ---------------------- | ---------- | -------- | ---------------- | ----------- | -------- |
|      | Volodymyr Polikarpenko | Ucraina    | 01:47:48 | Jackie Gallagher | Australia   | 01:57:44 |
|      | Iván Raña              | Spagna     | 01:48:01 | Michellie Jones  | Australia   | 01:57:53 |
|      | Dmitriy Gaag           | Kazakistan | 01:48:27 | Karen Smyers     | Stati Uniti | 01:58:19 |

Noosa - Australia 
7 novembre 1999
| Pos. | Uomini       | Uomini        | Uomini   | Donne               | Donne       | Donne    |
| Pos. | Atleta       | Paese         | Tempo    | Atleta              | Paese       | Tempo    |
| ---- | ------------ | ------------- | -------- | ------------------- | ----------- | -------- |
|      | Shane Reed   | Nuova Zelanda | 01:43:38 | Michelle Dillon     | Regno Unito | 01:55:03 |
|      | Andrew Johns | Regno Unito   | 01:44:21 | Emma Carney         | Australia   | 01:55:49 |
|      | Craig Walton | Australia     | 01:44:24 | Stephanie Forrester | Regno Unito | 01:56:32 |